# Анурадхапурський хрест
Анурадхапурський хрест — форма християнського хреста. Це найдавніший символ християнства на Шрі-Ланці.

## Хрест
Хрест був виявлений у 1912 році під час археологічних розкопок в Анурадхапурі. Він вирізаний втопленим рельєфом збоку від розкопаної гладкої гранітної колони. Безпосереднє визначення щодо хреста прийшло від комісара археологів з Цейлону Едварда Р. Айртона, який зробив висновок, що це португальський хрест. У 1924 році наступник Айртона, Артур Моріс Хокарт, доклав більше зусиль для роз'яснення символу хреста, і він описав його у своїй публікації «Мемуари археологічного обстеження Цейлону» як «хрест флоретного типу, що стоїть на ступінчастому постаменті, з якого виходить дві вайї з кожного боку хреста, як роги». Хокарт також зробив висновок, що це португальський хрест. Обидва вчені вважали, що це був несторіанський хрест або «перський хрест» з португальської епохи. Ряд історичних записів також свідчать про те, що хрест могла вживати ассирійська церква Сходу, що, можливо, була на Шрі-Ланці між серединою V—VI століття. Деякі учені вважають, що хрест був датований періодом Анурадхапури. Хоча багато дослідників називали Анурадхапурський хрест португальським, ці твердження сумнівні, враховуючи різні історичні факти, зокрема, що португальці тоді не мали присутності в Анурадхапурі.
Найбільш переконливе визначення походження хреста було зроблено в 1926 році Хамфрі Кодрінгтоном, грунтуючись на свідченнях рукопису Християнської топографії VI століття, що громада перських християн, як відомо, проживала в Тапробанs (давньогрецька назва Шрі-Ланки). У своїй книзі "Коротка історія Цейлону " Кодрінгтон писав, що "близько 500 р. н. е. існує перська колонія на Цейлоні. Хрест в музеї Анурадхапури, безсумнівно, належить до християнської перської громади, що вживала несторіанський хрест. У 1954 р. тодішній помічник комісара з археологів Тіт Девендра відхилив історичну достовірність християнської топографії та приписував хрест португальцям, датуючи його пізніше 1547 р. Проте вчені зробили висновок, що християнська топографія є історично точною. У 1984 р. археологічна знахідка на Мантаї підтвердила існування на Шрі-Ланці перських християн, включаючи печатку з несторіанським хрестом, що мають схожі стилістичні особливості з хрестом Анурадхапура.

## Символіка
Хрест розглядається як зміна Хреста Св. Томаса|group="nb"}} через його подібну форму та можливі зв'язки між ранньохристиянською громадою в Південній Індії та Шрі-Ланці. Хрест Анурадхапура, однак, має унікальні особливості в порівнянні з іншими хрестами. Три основні спільні елементи Анурадхапурського хреста із несторіанським, це:
- «листя» (з їх зверненими вгору фронтами) біля основи хреста, які символізують «дерево життя» (життєва активність дерева підкреслюється за його фруктоподібними виступами);
- кожне з рамен хреста закінчується перлиною. Перлини відігравали центральну тему в сирійській відданій літературі та іконографії;
- основа у вигляді триступінчастого постамента. Три яруси символізують три рівні раю, три колода ковчега та три межі сходження на Синай/[16]

## Популярне використання
Хрест Анурадхапура був представлений в офіційному логотипі візиту папи Франциска до Шрі-Ланки. На вебсайті Архиєпархії Коломбо згадується хрест як Глоріанський Хрест або Хрест Воскресіння. Курунегальська єпархія (цейлонської церкви) на своєму гербі має такий хрест.

## Подібні хрести

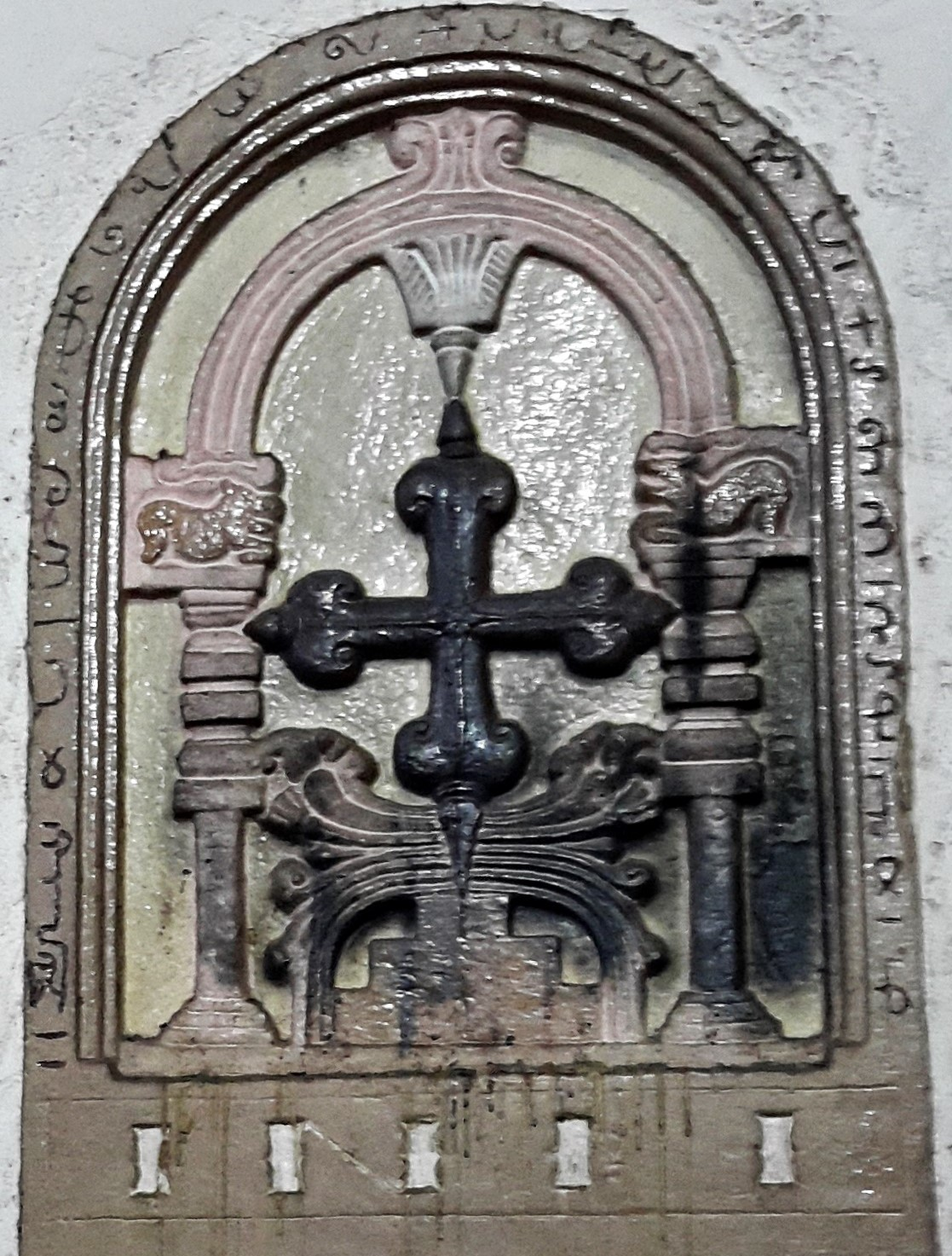
Перський хрест Св. Томаса (Керала, Індія)
Сирійський / Якобітський хрест
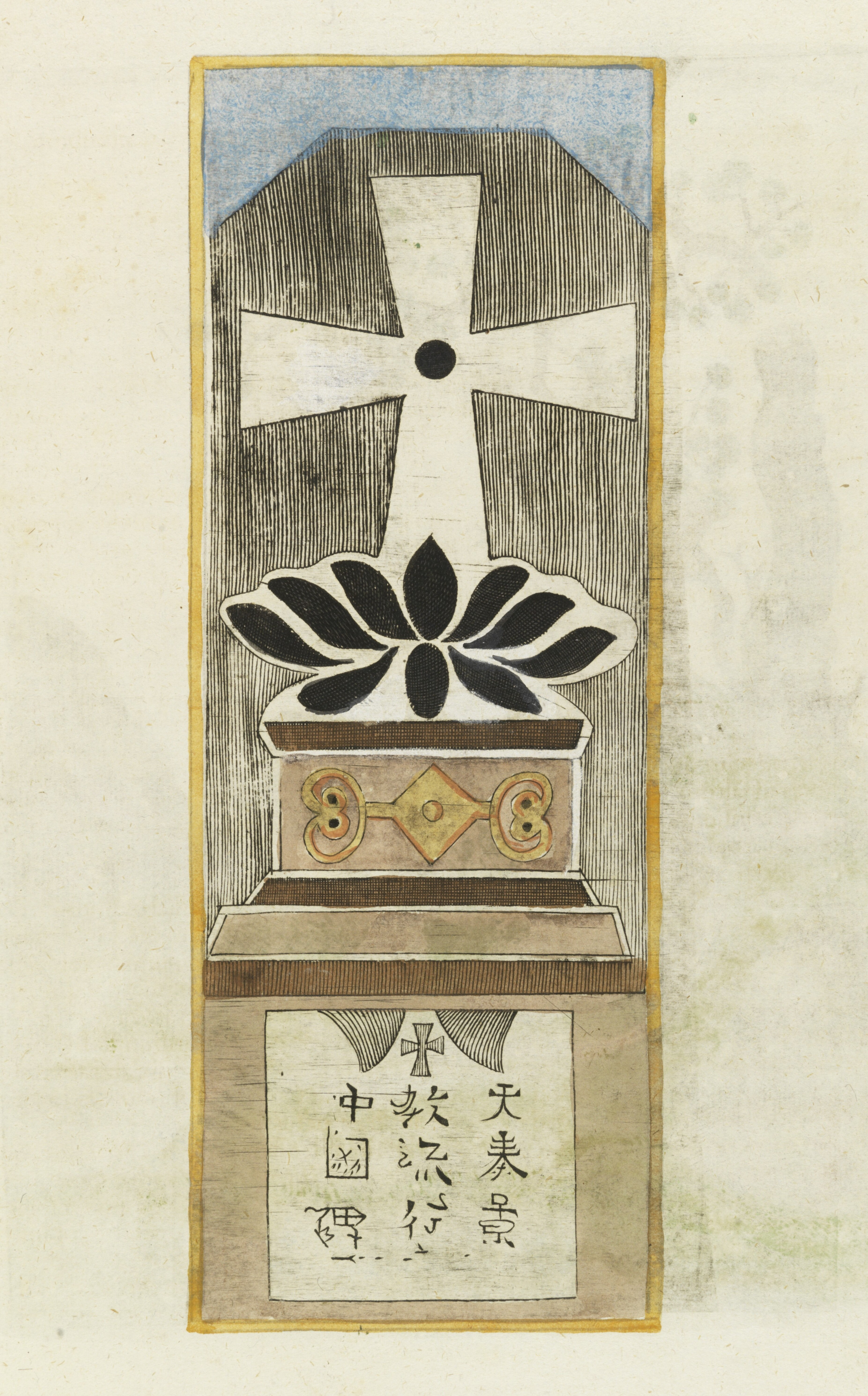
Несторіанський хрест (Китай), з флорою знизу
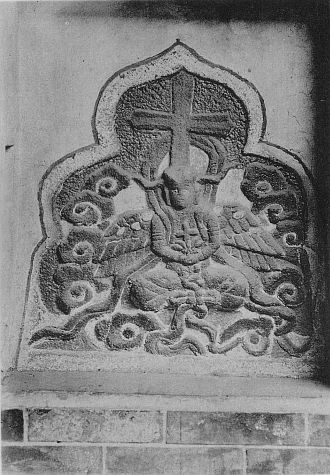
Несторіанський хрест (Китай), надгробний пам'ятник
Португальський хрест (заснований 1146 р.)
Португальський хрест (заснований 1319 р.)